# 인삼로
인삼로(Insam-ro)는 충청북도 증평군 도안면에서 증평군 도안면 광덕사거리를 잇는 35.5km 도로이다.

## 주요 경유지
충청북도
- 증평군 (증평읍 . 도안면)

## 노선 경로
전 구간 지방도 제508호선에 속하므로 이에 대한 별도 표기는 생략한다.
| 이름               | 접속 노선                 | 소재지 | 소재지 | 비고                 |
| ------------------ | ------------------------- | ------ | ------ | -------------------- |
| (교차로 이름 미상) | 국도 제34호선 (삼보로)    | 증평군 | 증평읍 |                      |
| 미암사거리         | 지방도 제508호선 (중부로) | 증평군 | 증평읍 | 지방도 제508호선구간 |
| 노암1교차로        | 노암로                    | 증평군 | 도안면 | 지방도 제508호선구간 |
| 노암2교차로        | 구봉정길                  | 증평군 | 도안면 | 지방도 제508호선구간 |
| 노암교             |                           | 증평군 | 도안면 | 지방도 제508호선구간 |

## 주요 건물 및 시설
- 커피베이 증평보강천체육공원점 (인삼로 19/송산리 742)
- 증평종합스포츠센터 (인삼로 23/송산리 253)
- 증평군휴양공원사업소 (인삼로 29/송산리 253)
- 스타벅스 충북증평점 (인삼로 40/송산리 738)
- 독서왕 김득신문학관 (인삼로 93/송산리 816)
- 증평대한장례식장 (인삼로 323/미암리 757-2)
- 증평1급자동차공업사 (인삼로 341/미암리 771-8)
- GS25 증평산단점 (인삼로 461/노암리 897)